# Сириако
Сириако Эррасти Суинага (исп. Ciriaco Errasti Suinaga; 8 августа 1904, Эйбар — 8 ноября 1984, там же) — испанский футболист, защитник.

## Клубная карьера
Родился 8 августа 1904 года в Эйбаре. Начал карьеру в одноимённом клубе из родного города. В 1925 году перешёл в «Алавес».
Летом 1931 года Сириако перешёл в мадридский «Реал». Он провёл в стане «сливочных» 5 сезонов и выиграл два чемпионства и два кубка Испании. В «Реале» Сириако надолго стал основным центральным защитником, образовав пару с Хасинто Кинкосесом.
В 1936 году после начала гражданской войны Сириако покинул Мадрид и вернулся в «Алавес», в том же году завершив карьеру.
После завершения карьеры работал в банке. Сириако скончался 8 ноября 1984 года в родном Эйбаре, в возрасте 80 лет.

## Карьера в сборной
1 января 1930 года дебютировал в официальных матчах в составе национальной сборной Испании против Чехословакии (1:0). В течение карьеры в национальной команде, продолжавшейся 7 лет, провёл в форме главной команды страны 14 матчей.
В 1934 году отправился в Италию на чемпионат мира, где принял участие в двух матчах против Бразилии (3:1) и Италии (1:1). Был резервным игроком на Олимпийских играх в Амстердаме в 1928 году.

## Статистика

### Клубная
| Выступление      | Выступление      | Выступление      | Лига | Лига | Кубки | Кубки | Итого | Итого |
| Клуб             | Лига             | Сезон            | Игры | Голы | Игры  | Голы  | Игры  | Голы  |
| ---------------- | ---------------- | ---------------- | ---- | ---- | ----- | ----- | ----- | ----- |
| Алавес           | Примера          | 1930/31          | 16   | 0    | 0     | 0     | 16    | 0     |
| Алавес           | Итого            | Итого            | 16   | 0    | 0     | 0     | 16    | 0     |
| Реал Мадрид      | Примера          | 1931/32          | 15   | 0    | 0     | 0     | 15    | 0     |
| Реал Мадрид      | Примера          | 1932/33          | 16   | 0    | 7     | 0     | 23    | 0     |
| Реал Мадрид      | Примера          | 1933/34          | 2    | 0    | 9     | 0     | 11    | 0     |
| Реал Мадрид      | Примера          | 1934/35          | 10   | 0    | 0     | 0     | 10    | 0     |
| Реал Мадрид      | Примера          | 1935/36          | 18   | 0    | 1     | 0     | 19    | 0     |
| Реал Мадрид      | Итого            | Итого            | 61   | 0    | 17    | 0     | 78    | 0     |
| Всего за карьеру | Всего за карьеру | Всего за карьеру | 77   | 0    | 17    | 0     | 94    | 0     |

### Сборная
| Испания | Испания | Испания |
| Год     | Игры    | Голы    |
| ------- | ------- | ------- |
| 1930    | 4       | 0       |
| 1931    | 3       | 0       |
| 1932    | 1       | 0       |
| 1933    | 3       | 0       |
| 1934    | 2       | 0       |
| 1936    | 1       | 0       |
| Всего   | 14      | 0       |

## Достижения
«Реал Мадрид»
- Чемпион Испании: 1931/32, 1932/33
- Кубок Испании: 1934, 1936